# Nikola Stepanić Selnički
Nikola Stepanić Selnički (Selnica kod Konjščine, oko 1553. - Zagreb, 24. prosinca 1602.) zagrebački biskup i povjesničar.

## Životopis
Nakon Zagreba, školovao se na Sorboni i u Bologni. Zagrebačkim kanonikom postaje 1576. godine, potom 2 godine kasnije (1578.) arhiđakonom varaždinskim. Slijedi mu imenovanje predstojnikom kaptola, 1595. godine imenovan je naslovnim pečujskim biskupom, te 1598. zagrebačkim biskupom (koju je funkciju držao do smrti 4 godine kasnije, za trajanja crkvenog sinoda u Zagrebu). 10. lipnja 1602. zazvao je sinodu.